# Bezděkov nad Metují
Bezděkov nad Metují là một làng thuộc huyện Náchod, vùng Královéhradecký, Cộng hòa Séc.